# Puszczańska Kolej Drezynowa

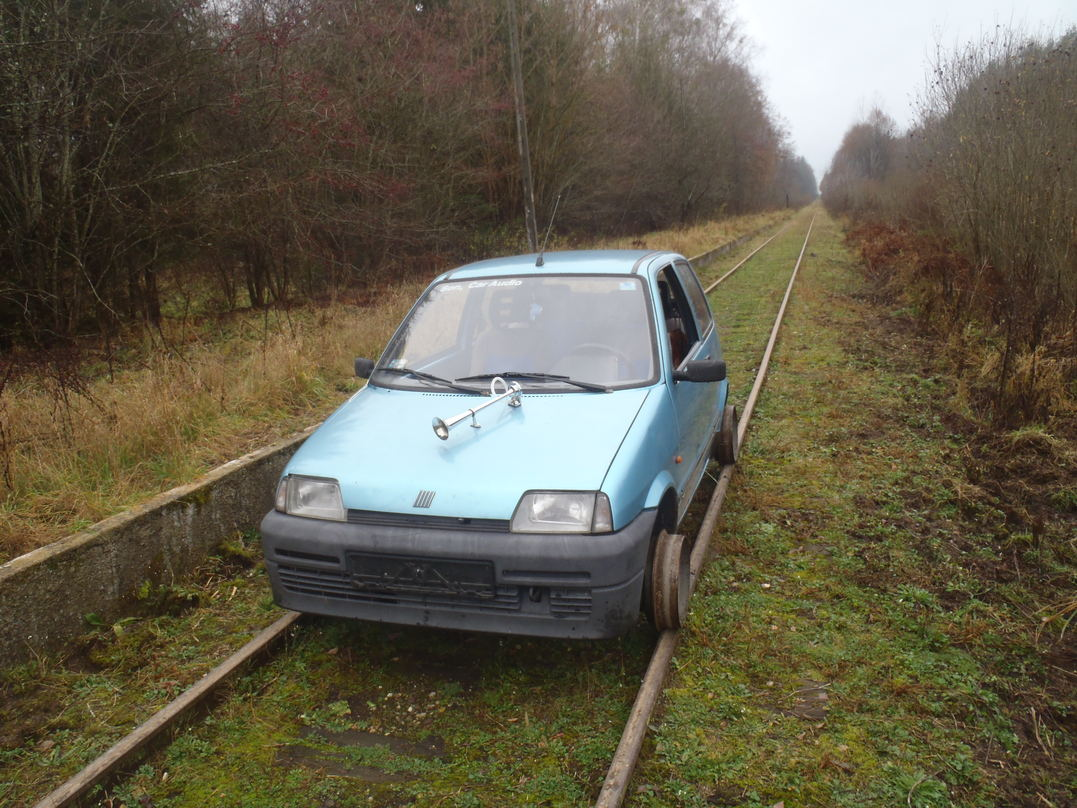
drezyna zbudowana z Fiata Cinquecento

Puszczańska Kolej Drezynowa jest projektem działacym w okolicach Puszczy Białowieskiej, w Białowieży (powiat hajnowski), na nieczynnych dotąd szlakach kolejowych Nieznany Bór - Białowieża Towarowa - Białowieża Pałac będących własnością Powiatu. Częścią projektu są Białowieskie Drezyny, stanowiące odpłatne przejazdy dla turystów.

## Krótka historia utworzenia przejazdów drezynowych
Prace przygotowawcze (w tym rekonesans, budowa taboru i inne sprawy organizacyjne) trwały od 2004 roku. Wreszcie, przy wsparciu miłośników kolei (Stowarzyszenie Miłośników Kolei "Kolejowe Podlasie"), 4 kwietnia 2007 r. odbył się pierwszy kurs drezyny dawną linią kolejową nr 451 na odcinku od stacji Białowieża Towarowa do stacji Białowieża Pałac.
Stacją startową puszczańskiej kolei drezynowej jest dawna stacja „normalnej” kolei (Białowieża Towarowa), gdzie obecnie mieści się restauracja "Carska".
W 2008 roku Stowarzyszenie Miłośników Kolei "Kolejowe Podlasie" uzyskało od Powiatu stałe zezwolenie na korzystanie z linii, zaś od 5 lipca 2010 przejazdy drezynami ręcznymi zostały komercyjnie udostępnione dla turystów odwiedzających Puszczę Białowieską. Od 2012 roku przejazdy turystyczne udostępniane są pod marką Białowieskie Drezyny.
Cały czas miłośnicy kolei organizują także przejazdy robocze, podczas których sprawdzany jest stan torów i przejezdność linii. Podczas okresowych przeglądów z torów są usuwane rośliny, uzupełnianie oznakowanie na przejazdach kolejowo-drogowych, itp.
Przejazdy odbywają się na dwóch liniach:
- Białowieża Towarowa – Białowieża Pałac – 2 km (szlak kolejowy nr 451),
- Białowieża Towarowa – Nieznany Bór – 18 km (to fragment linii nr 52).

PKD planuje także rewitalizacje innych linii kolejowych w regionie.

## Pojazdy
Puszczańska Kolej Drezynowa dysponuje:
- 4 drezynami ręcznymi:
  - pompa – dwunastoosobowa drezyna (do sześciu osób pracujących, w tym czasie dla reszty przewidziano miejsca siedzące na ławeczkach), posiadająca zadaszenie, a także sprzęg i zderzaki - 2 szt
  - dwie drezyny typu kiwajka - duża (6 osobowa) i mała (4 osobowa)
- 2 drezynami spalinowymi:
  - drezyną spalinową zbudowaną w oparciu o samochód Fiat Cinquecento
  - drezyną spalinową zbudowaną z drezyny ręcznej
- 1 drezyną rowerową:
  - GS-02 (Gokart Szynowy) z 2005 roku, zawierająca 4 miejsca siedzące-pedałujące (krzesełka), lecz może pomieścić 7 osób. Konstrukcja drezyny pozwala na poruszanie się pojazdu na drogach zwykłych i po torach (o różnym rozstawie toru: normalnym i szerokim).

Dawniej operowały tu także inne drezyny ręczne:
- „Ryś” - typu „kiwajka” z ławeczkami, wypożyczona z Muzeum Ełckiej Kolei Wąskotorowej. Drezyna mieści do 6 osób, z czego 2 do 3 osób napędza pojazd ręcznie (obecnie użytkowana przez Stowarzyszenie w Białymstoku).
- DR-04 - typu „pompa” z ławeczkami, wypożyczona z Pyrzyckiej Kolei Drezynowej. Drezyna mieści 6-7 osób, z czego 4 osoby napędzają pojazd ręcznie.

Wszystkie drezyny posiadają hamulec.

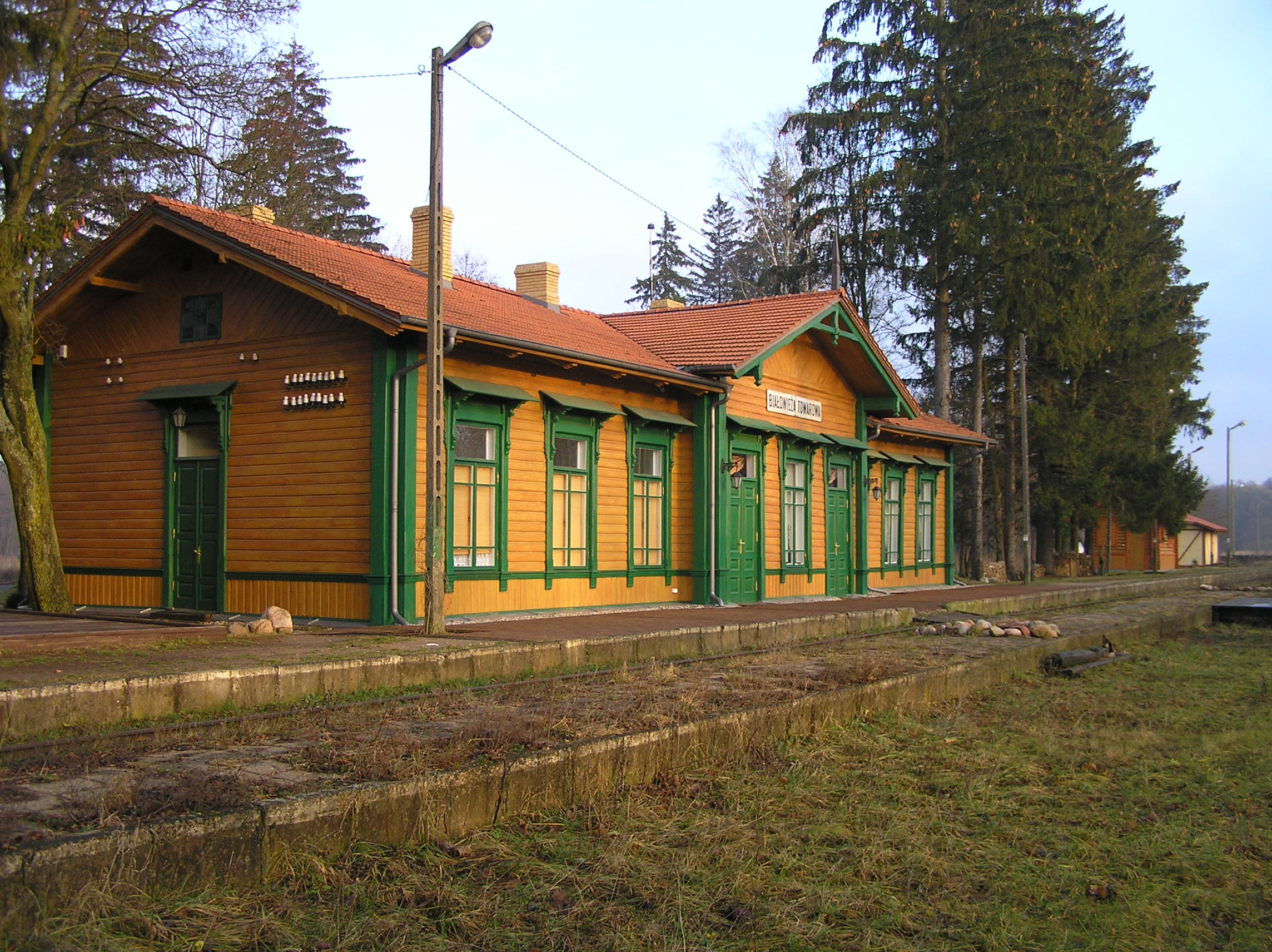
nieczynna stacja Białowieża Towarowa
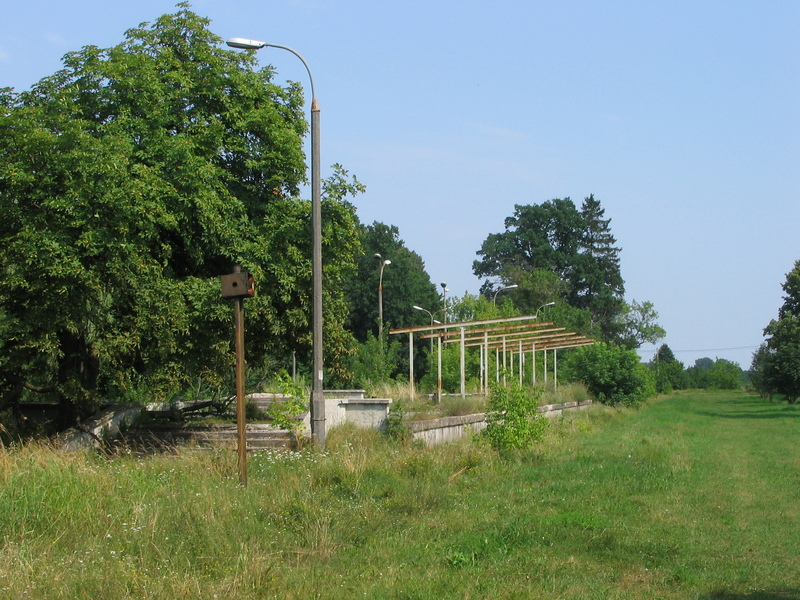
nieczynna stacja Białowieża Pałac
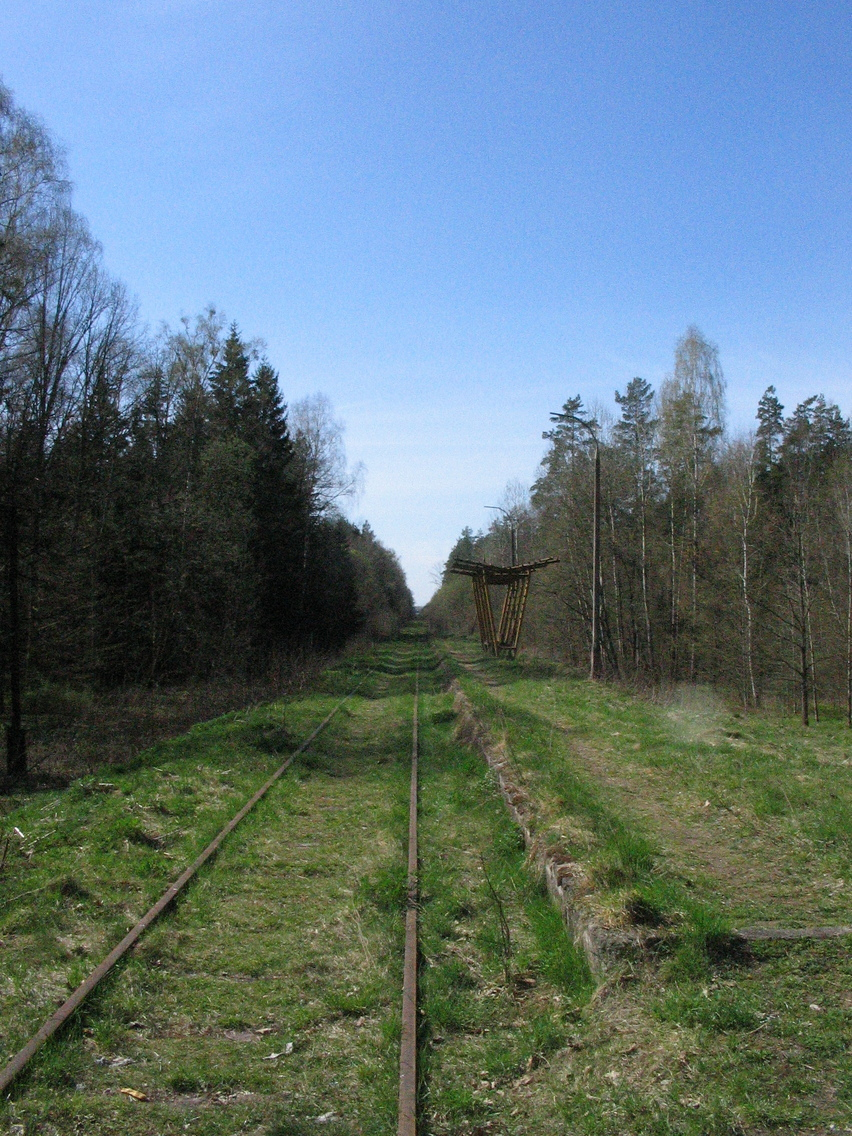
nieczynna stacja Nieznany Bór